# Can Bonastre de Santa Magdalena
Can Bonastre de Santa Magdalena és una masia de Masquefa  a la comarca d'Anoia inclosa a l'Inventari del Patrimoni Arquitectònic de Catalunya.

## Descripció
És un edifici civil format pel mas primitiu al qual s'accedeix per un reixat que cona aun pati que serveix de distribuïdor a les dependències de la casa. La porta metàl·lica d'entrada està datada l'any 1860. Al voltant del mas hi ha habitatges on viuen els treballadors de la finca.

## Història
Segons la tradició és el mas més antic de Masquefa, però no se'n coneix la data de construcció. Existeix una història escrita per Josep Bori —antic propietari— datada entre els anys 1767 i 1815. Hi ha un document del 169: el, testament de Mònica Bonastre, dona de Josep Bonastre de Santa Magdalena. S'hi ha instal·lat un hotel i un celler. Durant unes obres de transformació dels estables, s'hi han descobert unes sitges antigues.